# رئيس وزراء هولندا
رئيس وزراء هولندا هو رئيس السلطة التنفيذية لحكومة هولندا. على الرغم من أن الملك هو رئيس الحكومة بحكم القانون، إلا أن رئيس الوزراء بحكم الأمر الواقع يحتل هذا الدور حيث يرأس صاحب المنصب مجلس الوزراء وينسق سياسته مع بقية مجلس الوزراء. وبصفته رئيسًا للحكومة، يمثل رئيس الوزراء أيضًا هولندا في المجلس الأوروبي. يشغل رئيس الوزراء الحالي ديك شوف هذا المنصب منذ 2 يوليو 2024.

## الدور
لا يتمتع رئيس الوزراء الهولندي بصلاحيات بالمقارنة مع تلك التي يحظى بها رئيس الوزراء البريطاني والمستشار الألماني على سبيل المثال، وهذا رغم أن رئيس الوزراء يعد أهم شخصية سياسية في هولندا. ويعود السبب الرئيسي في هذا بسبب وقوع جميع الوزراء الهولنديين تاريخياً في المسؤولية أمام الملك، فكان الوزراء آنذاك يقومون بتبادل الأدوار لأجل شغل منصب رئيس الوزراء، والذي لم يكن له حينها أي سلطة تقريباً على باقي الوزراء. ازدادت الأهمية التي يلعبها رئيس الوزراء بعدما غدا الوزراء مسؤولين أمام البرلمان، وأصبح منصب رئاسة الوزراء خاصاً برئيس أكبر حزب سياسي في مجلس النواب. لكن يُوصف الدور الذي يؤديه رئيس الوزراء بأنه «أول النظراء»، نظراً لمحدودية الصلاحيات الخاصة بالمنصب مقارنةً مع غيرها من الديمقراطيات البرلمانية المجاروة لهولندا على مستوى المنطقة.
ورد ذكر منصب رئيس الوزراء رسمياً في الدستور الهولندي للمرة الأولى بعد المراجعة الدستورية لعام 1983. وينص الدستور الهولندي على تكون الحكومة من الملك والوزراء. وتُكلّف المادة الخامسة والأربعون من الدستور رئيس الوزراء بمسؤولية ترأس مجلس الوزراء، وتنص المادة الثالثة والأربعين على اشتراط تعيينه بمرسوم ملكي. ويجب على رئيس الوزراء تصديق الإمضاء على المراسيم الملكية بتعيينه وتعيين الوزراء الآخرين وفقاً للمادة الثامنة والأربعون. هذا ولم يعد الملك يحضر اجتماعات مجلس الوزراء كما كان معهود في السابق.

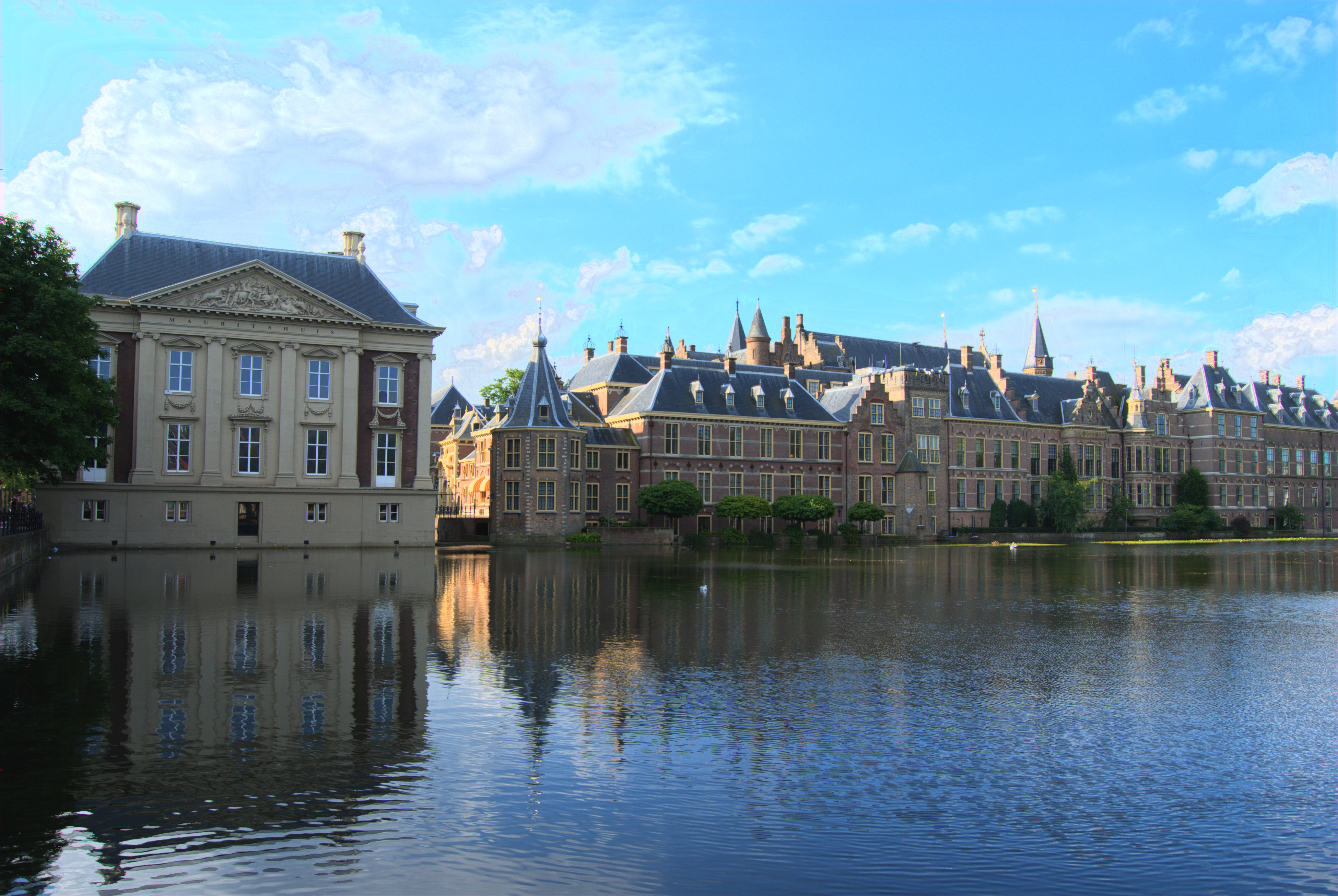
مُجمَّع بيننهوف في لاهاي. يظهر مقر وزارة الشؤون العامة في وسط الصورة أما على وسط اليسار فيوجد برج سداسي يُدعى «Het Torentje» وهو مكتب رئيس الوزراء.

يقوم رئيس الوزراء بترأس الاجتماعات الأسبوعية لمجلس الوزراء، ولرئيس الوزراء صلاحية وضع جدول الأعمال الخاص بهذه الاجتماعات. كما يشغل رئيس الوزراء منصب وزير الشؤون العامة (بالهولندية: Minister van Algemene Zaken)، الذي يلعب دوراً هاماً في تنسيق السياسات ويشرف على هيئة خدمات المعلومات الحكومية. كما يقع على عاتق رئيس الوزراء مسؤولية العائلة المالكة، كما يلتقي مع الملك أسبوعياً للتناقش في السياسات الحكومية للبلاد. كما يؤدي رئيس الوزراء بصورة غير الرسمية وظيفة ما يمكن وصفه بـ«الشخصية الرئيسية» الممثلة لمجلس الوزراء أمام عامة الشعب. يقوم رئيس الوزراء بعقد مؤتمر صحفي بعد اجتماعات مجلس الوزراء في أيام الجمعة يجيب فيه على أسئلة الصحفيين ووسائل الإعلام حول قرارات الحكومة وسياساتها وغيرها من الشؤون الحالية. ولدى رئيس الوزراء بعض المهام الأخرى على الساحة الدولية مثل ضمان التطور والتعزيز السليم والمستقر للعلاقات الثنائية لهولندا مع الدول الحليفة والصديقة، وحضور اجتماع المجلس الأوروبي الذي يجري عقده كل ستة أشهر. يقع مكتب رئيس الوزراء في مُجمَّع بيننهوف بلاهاي، وهو عبارة عن برج سداسي الأوجه يُدعى بالهولندية «Het Torentje» وتُعني «البرج الصغير». أما منزل كاتس (بالهولندية: Catshuis) فهو مقر الإقامة الرسمي والمستعمل لأغراض رسمية، وكان دريس فان أغت آخر رئيس وزراء يعيش في منزل كاتس. ليس لرئيس الوزراء حماية أمنية خاصة.
تقليدياً يستَهَلّ الحزب الحاصل على أكبر عدد من المقاعد في المجلس الأدنى (بالهولندية: Tweede Kamer، وترجمتها الحرفية: «الغرفة الثانية») محادثات تشكيل الائتلاف الحكومي بعد انتهاء الانتخابات العامة. ويجري التوصل من خلال هذه المفاوضات إلى اتفاق حكومي، ويتناقش بعدها المجلس الأدنى على هذا الاتفاق، ومن ثم يتولى رئيس الحزب الذي فاز بأكبر عدد من الأصوات تشكيل مجلس الوزراء، هذا إذا ما حصل الاتفاق على الدعم الكافي في المجلس الأدنى. ويقوم رئيس أو رئيسة هذا الحزب بتعيين أنفسهم في منصب رئاسة الوزراء، فيما يتولى منصب نائب رئيس الوزراء وزير من أحد أحزاب الائتلاف الأصغر. ويحق للحزب الثالث أو الرابع من ضمن الائتلاف الحاكم (هذا في حال وجودهما) تعيين أحد وزرائهما في منصب نائب رئيس الوزراء الثاني أو الثالث.

## الدول المُؤَلِّفة لمملكة هولندا
يتولى رئيس الوزراء أيضاً رئاسة مجلس وزراء مملكة هولندا، وهو ما يعني أنه يتعامل أيضاً مع الشؤون الخاصة بالبلدان الأخرى المُؤَلِّفة والتابعة للملكة ألا وهي أروبا وكوراساو وسينت مارتن. كما تتمتع مجالس الوزراء المستقلة لكل من أروبا وكوراساو وسينت مارتن بمناصب رؤساء الوزراء الخاصة بها كلاً على حدى. يشتمل مجلس وزراء مملكة هولندا على منصب الوزير المفوض من البلدان الأخرى المُؤَلِّفة للملكة، ولا يدخل هؤلاء الوزراء في حكومة المملكة.

## النواب
يقوم الملك بتعيين نائب رئيس الوزراء. تحصل جميع الأحزاب المشاركة في الائتلاف الحاكم تقليدياً على نائب واحد ويُرتب هؤلاء النواب بحسب حجم الأحزاب التي ينتمون إليها، أما الحزب الذي يحصل على أكبر عدد من الأصوات في الائتلاف فيستلم منصب رئيس الوزراء. ويحل النائب الأول لرئيس الوزراء (أعلى نائب) محل رئيس الوزراء في اجتماعات مجلس الوزراء في حال غيابه. ويترأس عضو مجلس الوزراء الأكبر سناً الاجتماعات حينما لا يكون رئيس الوزراء أو أي من نوابه متاحاً.